# Lanslevillard
Lanslevillard ist eine Commune déléguée mit 465 Einwohnern (Stand 1. Januar 2022) in der Gemeinde Val-Cenis im Département Savoie in der Region Auvergne-Rhône-Alpes. Sie war Teil des Arrondissements Saint-Jean-de-Maurienne und des Kantons Modane und zuvor Hauptort des Kantons Lanslebourg-Mont-Cenis.
Mit Wirkung vom 1. Januar 2017 wurden die ehemaligen Gemeinden Bramans, Lanslebourg-Mont-Cenis, Lanslevillard, Sollières-Sardières und Termignon zur Commune nouvelle Val-Cenis zusammengelegt.

## Geographie
Lanslevillard liegt in den französischen Alpen am Col du Mont Cenis, an der ehemaligen Fernstraße von Paris nach Mailand sowie an der Route des Grandes Alpes auf einer Höhe von ca. 1300 m an der Einmündung des Doron de Termignon in den Fluss Arc. Ein Teil des Gebietes liegt im Nationalpark Vanoise. Hier befindet sich auch die Skistation Val-Cenis.

## Bevölkerungsentwicklung
| Jahr                      | 1962 | 1968 | 1975 | 1982 | 1990 | 1999 | 2006 | 2013 |
| Einwohner                 | 280  | 429  | 306  | 371  | 392  | 431  | 447  | 467  |
| Quelle: Cassini und INSEE |      |      |      |      |      |      |      |      |

## Sehenswürdigkeiten
- Kirche Saint-Michel, Monument historique seit 1991
- zahlreiche Kapellen (alle Monument historique seit 1994)

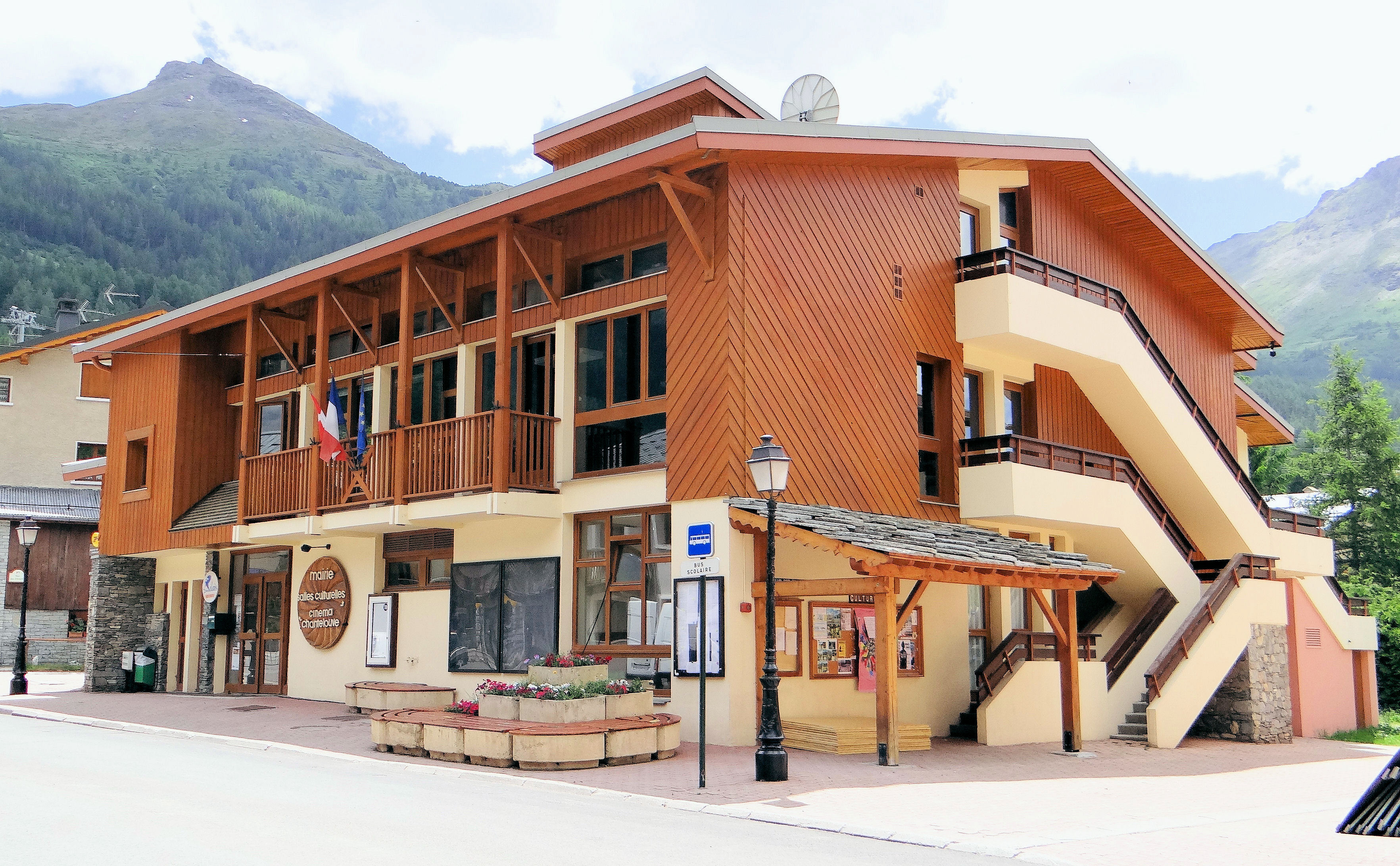
Rathaus (Mairie) von Lanslevillard
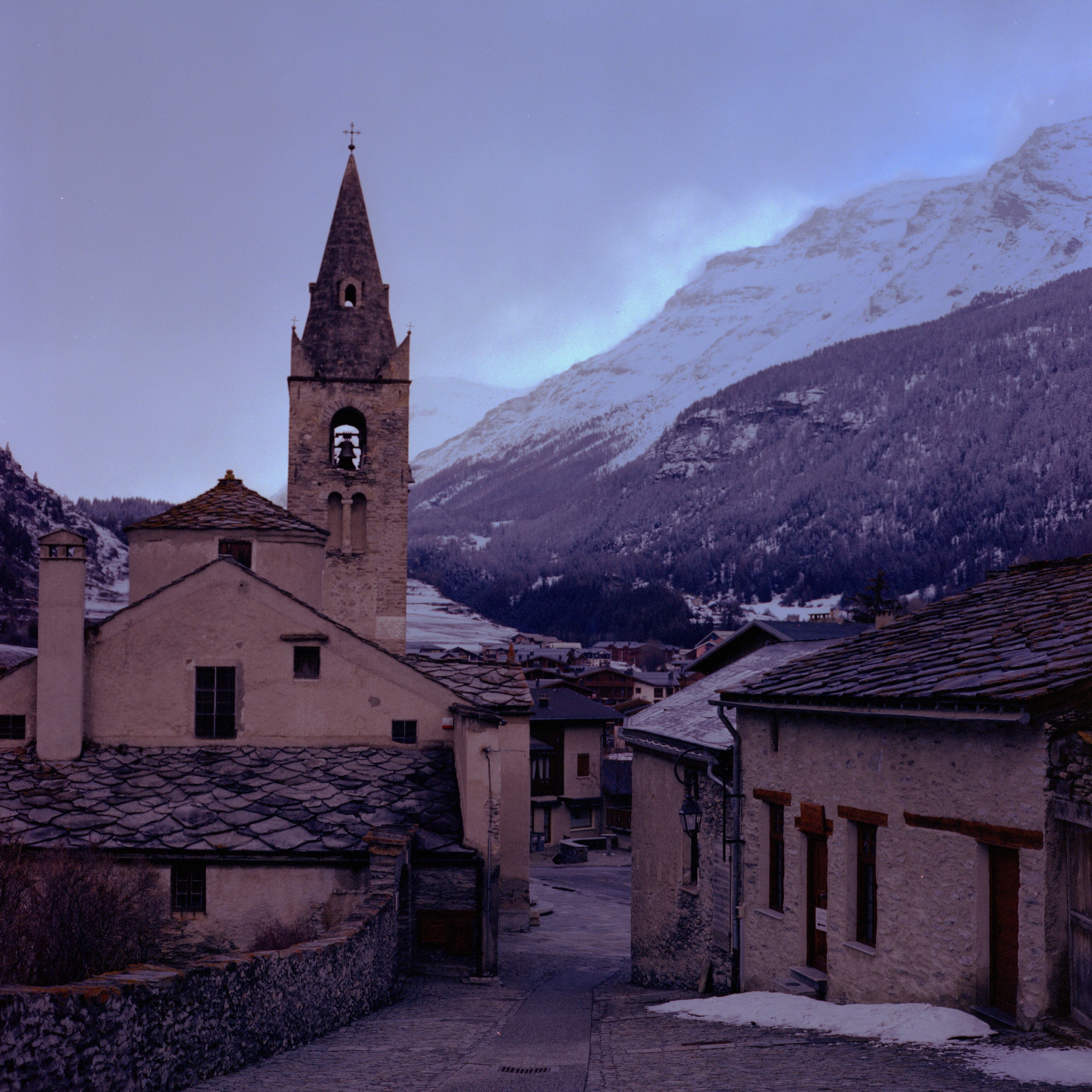
Kirche Saint-Michel
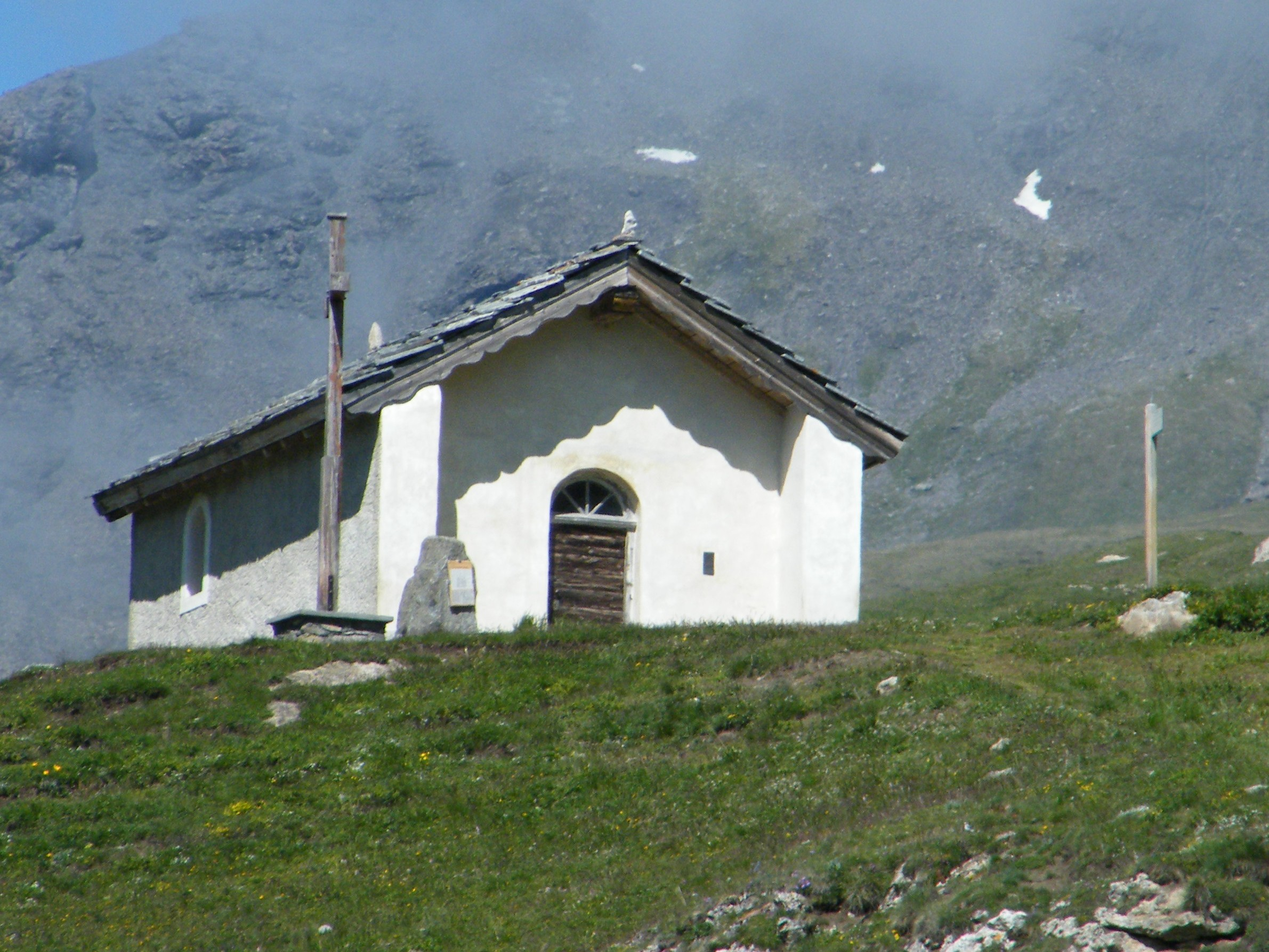
Kapelle Saint-Antoine
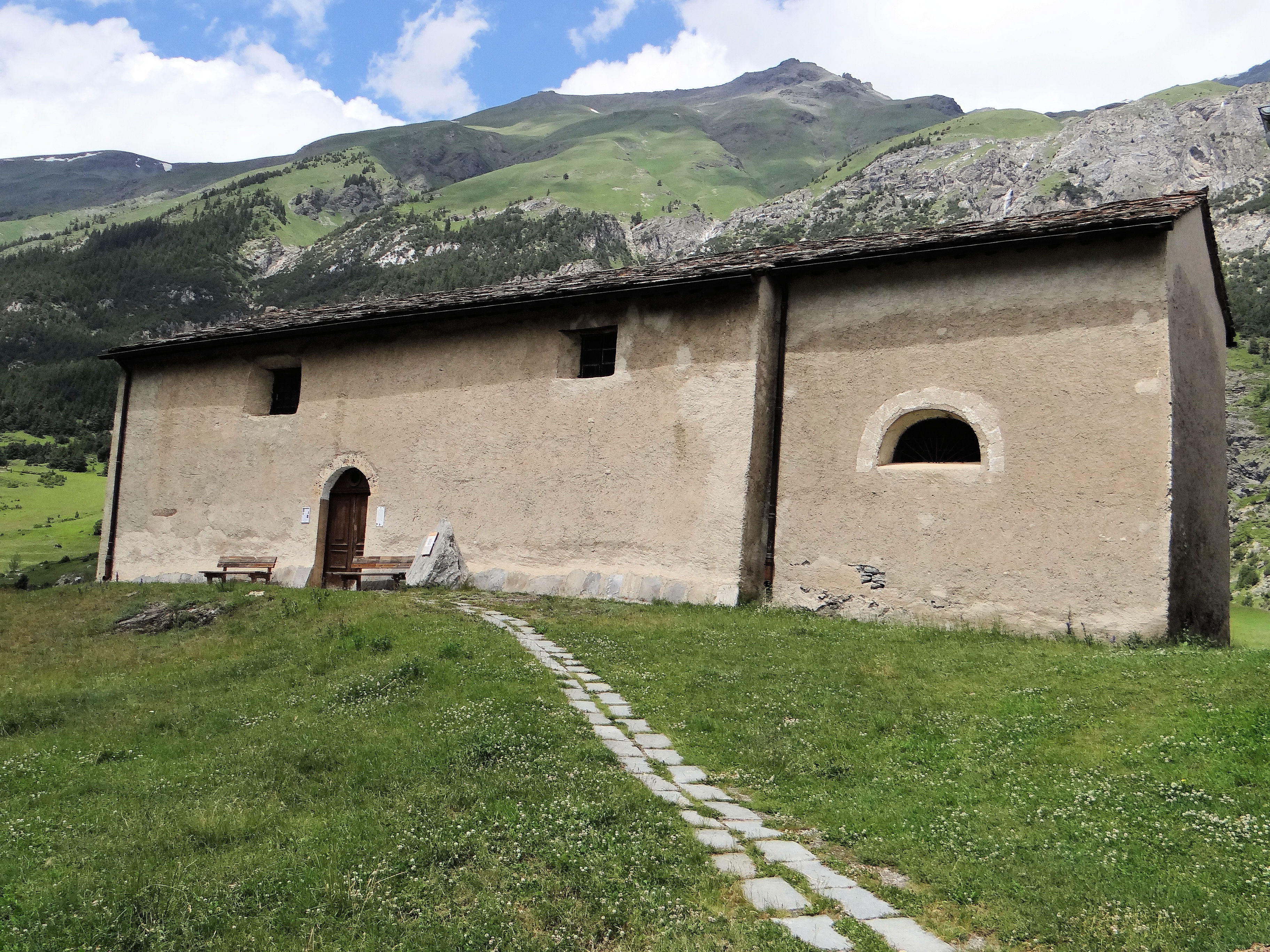
Kapelle Saint-Sébastien
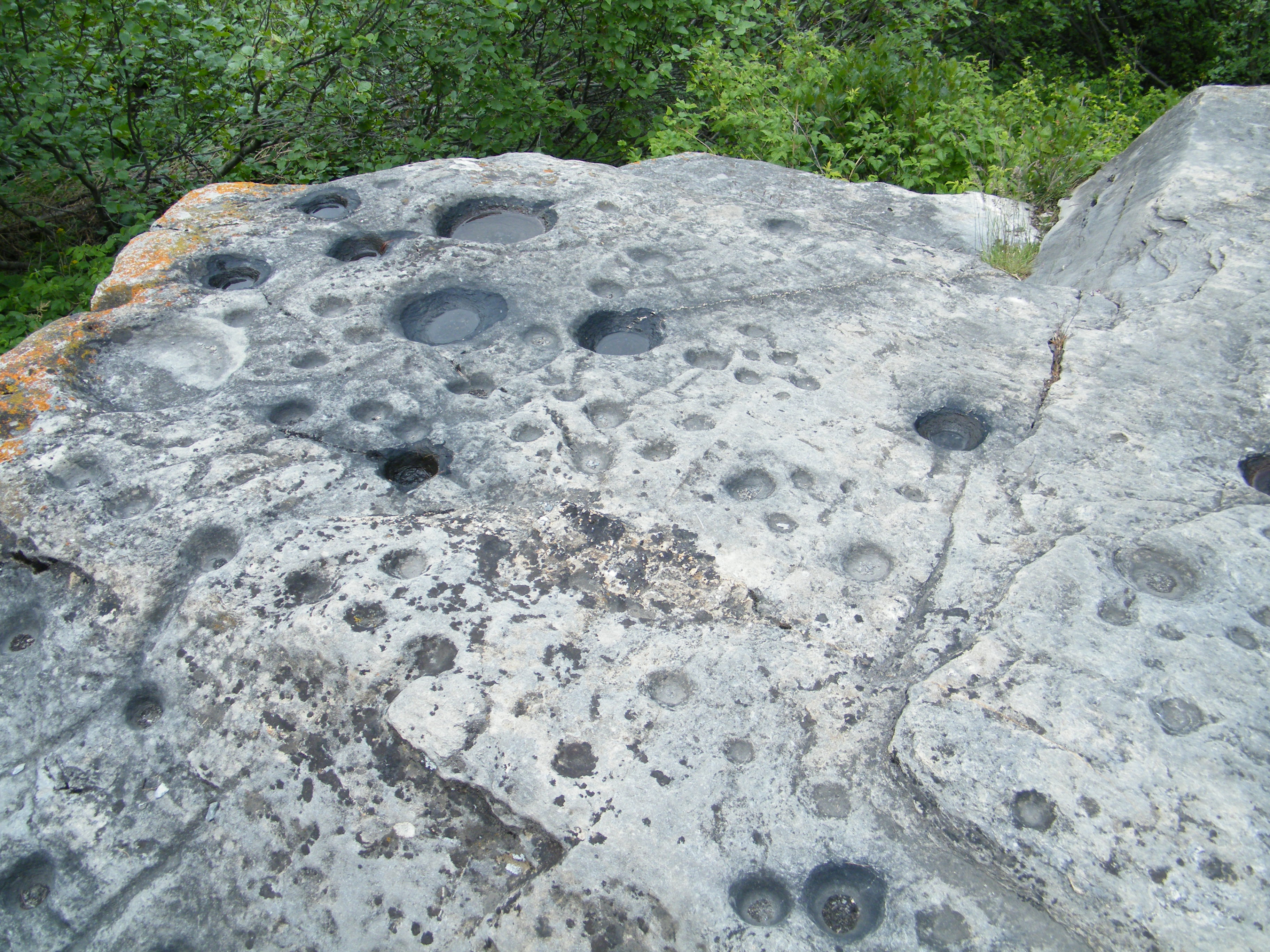
Schalenstein „Pierre de Chantelouve“